# Lijst van beschermd erfgoed in Tenneville
Onderstaande tabel geeft een overzicht van de beschermde erfgoederen in de gemeente Tenneville. Het beschermd erfgoed maakt deel uit van het cultureel erfgoed in België.
| Object                                                | Bouwjaar/architect | Deelgemeente | Adres                    | Coördinaten                  | Nummer?                | Afbeelding                                           |
| ----------------------------------------------------- | ------------------ | ------------ | ------------------------ | ---------------------------- | ---------------------- | ---------------------------------------------------- |
| Ensemble van de "Rochers de la Falhize" te Ramont (S) |                    | Tenneville   | Ramont                   | 50° 5' 34" NB, 5° 31' 8" OL  | 83049-CLT-0001-01 Info |                                                      |
| Toren van de gedesaffecteerde Sint-Gertrudiskerk (M)  |                    | Tenneville   | Rue de la Vieille Église | 50° 5' 42" NB, 5° 31' 46" OL | 83049-CLT-0003-01 Info | Toren van de gedesaffecteerde Sint-Gertrudiskerk (M) |